# Bluegrass
Pour les articles homonymes, voir Bluegrass (homonymie).
Le bluegrass est un genre musical, ayant émergé aux États-Unis, qui constitue une branche de la musique country. Son fondateur, Bill Monroe, originaire de la communauté de Rosine (dans la région du Bluegrass, au Kentucky), entreprend dès les années 1940 de codifier et d'adapter aux publics modernes l'old-time music qui puise sa source dans les massifs montagneux des Appalaches, musique qui est elle-même à la croisée de diverses traditions, américaine (blues) et européenne (anglo-irlandaise).
Le terme « bluegrass » provient du nom du groupe musical dirigé par Bill Monroe : The Blue Grass Boys, dont le nom est lui-même inspiré du surnom de l'État du Kentucky (the Bluegrass State).

## Caractéristiques

Banjo à 5 cordes.

Le bluegrass est très rythmé, souvent chanté en favorisant des harmonies vocales à trois voire quatre voix. Les morceaux font se succéder des parties chantées qui alternent avec des solos instrumentaux appelés breaks. Bien que certains morceaux s'approchent de l'esprit de la ballade, la plupart ont un tempo très élevé qui pousse les musiciens à développer une grande virtuosité technique.
Contrairement à la tendance générale de la musique country, le bluegrass privilégie une instrumentation acoustique à cordes : le banjo à cinq cordes, le violon (fiddle) et la guitare sont des instruments très caractéristiques, ainsi que la contrebasse qui joue sur les temps, et la mandoline qui joue rythmiquement sur les contretemps, en alternance avec des passages mélodiques en solo. Le dobro est occasionnellement ajouté à cette instrumentation, et plus rarement l'harmonica.
Certains morceaux emblématiques sont fréquemment repris ou réinterprétés, tels les célèbres Orange Blossom Special (où le violon est censé imiter le bruit d'un train lancé à toute vapeur), Foggy Mountain Breakdown (bande originale du film Bonnie et Clyde), ou encore Dueling Banjos, standard des années 1950 intégré à la bande-son du film Délivrance.
Différentes écoles ou tendances se sont construites au fil du temps : bluegrass « classique » (Earl Scruggs), « mélodique » (Bill Keith), « single string » (Don Reno), tandis que des tentatives plus modernes (bluegrass « progressif », newgrass) sont le fait de musiciens comme David Grisman ou Tony Rice[réf. souhaitée].

## Histoire

### Origines et succès
Le bluegrass est largement dérivé de la musique old-time, laquelle puise ses origines dans les ballades et chansons traditionnelles d'Angleterre, d'Irlande et d'Écosse que les migrants du XVIIIe siècle apportent avec eux dans la région des Appalaches. C'est en 1938 que Bill Monroe forme son groupe les Blue Grass Boys, véritable pépinière de grands instrumentistes tels que Lester Flatt et Earl Scruggs. Il réussit à imposer avec difficulté ce style musical, en marge des grands courants de la musique country de l'époque ; honky tonk (ballades pessimistes, sur fond d'atmosphère de bar enfumé), et Western Swing (adaptation régionale, principalement texane des big bands de jazz, à la mode durant ces années-là).
Depuis l'an 2000 et le succès du film O'Brother, un des rares films hollywoodiens avec une bande-son en partie Old Time et bluegrass, on constate aux États-Unis un regain d'intérêt pour cette musique, en même temps qu'il a relancé la carrière musicale de l'un des interprètes, très âgé, de cette bande-son : Ralph Stanley. Dans les films Retour à Cold Mountain (2003) et Alabama Monroe (2013), la présence de ce style sur la bande originale est prépondérante.

### En France
En France, le bluegrass s'est d'abord fait connaître dans les années 1970, dans le sillage du renouveau de la musique folk et sous l'influence de musiciens largement inspirés de divers styles musicaux populaires aux États-Unis, comme Marcel Dadi.
En 1974, le groupe Bluegrass Connection (Jean-Marie Redon, Gilbert Caranhac, Éric Kristy, Jean-Jacques Milteau, Mick Larie) enregistre un Album aux USA sur le Label Puritan, bientôt suivi par des albums "spécial instrumentals" chez "Chant Du monde" (Gilbert Caranhac & The Bluegrass Connection: Le Dobro (1974), Jean-Jacques Milteau: L'Harmonica (1974), Mick Larie – Le Mandoline Americaine (1977). Entre 1975 et 1978, les disques Banjo Paris Session réunit les principaux musiciens français de bluegrass de l'époque avec les américains Bill Keith et Jim Rooney ainsi que Mike Lilly (en) et Wendy Miller. Le banjoiste Jean-Marie Redon et le mandoliniste Christian Seguret réalisent également des albums chez Cezame. Christian Seguret participera également à l'enregistrement de l'album Bill Keith et Jim Collier en 1978 chez Hexagone, avec le bassiste français Lionel Wendling et le violoneux américain Kenny Kosek. L'ensemble de ces musiciens se retrouvent lors des festivals de Courville-sur-Eure (1976-1978), où l'on peut aussi écouter d'autres musiciens américains de premier plan, comme David Grisman, Tony Rice, ou encore Tony Trischka (en),.
De 1983 à 1985, Joël Herbach organisa en juin trois Festival de Bluegrass et Country à Toulouse, où on a pu voir des musiciens de bluegrass américains comme de The Seldom Scene, Hot Rize (en), Tony Trischka (en) et Skyline, Tony Rice, Peter Rowan (en), et toujours Bill Keith. Les New Grass Revival (en) y ont même enregistré un disque "Live". De 1985 à 1988, un autre festival de Bluegrass récurrent s'est déroulé à Anger. A l'édition de juin 1987 se sont produits: Tony Trischka et Skyline, Eddie Adcock (en) et Talk of the Town, Peter Rowan avec Jerry Douglas et Mark O'Connor, le groupe de Tony Rice mais aussi des groupes français comme Sarah Band, et Stylix. Durant cette période faste, de nombreux groupes français tournent en France comme aux USA, en premier lieu Transatlantic Bluegrass avec Christian Seguret et Stylix avec Jean-Marie Redon.
Plusieurs festivals proposent aujourd'hui au public français de découvrir des musiciens contemporains : le festival annuel de la Roche-sur-Foron en fait une spécialité, mais d'autres scènes plus généralement consacrées à la musique country s'ouvrent aussi aux amateurs de bluegrass, comme le festival de Craponne-sur-Arzon. Ces scènes connaissent un succès appréciable en France,.
En 2013, le musicien et chanteur français Sanseverino sort Honky Tonk, un album largement influencé par le bluegrass.

## Artistes et groupes notables
- Bill Monroe (1911–1996). Virtuose de la mandoline, originaire du Kentucky. Il a été unanimement reconnu, de son vivant, comme étant le père du bluegrass (Father of Bluegrass Music). Le nom de cette musique vient du nom de son groupe formé en 1945 : Bill Monroe and the Blue Grass Boys, lequel comprenait notamment Lester Flatt à la guitare et Earl Scruggs au banjo. Lester Flatt et Earl Scruggs ont quitté Bill Monroe en 1948, et ont ensuite formé les Foggy Mountain Boys. Grâce au morceau Foggy Mountain Breakdown enregistré en 1949, puis utilisé en 1967 dans la bande originale du film Bonnie et Clyde (film) Earl Scruggs et les Foggy Mountain Boys ont largement contribué à faire connaitre le banjo et le bluegrass au grand public; Ils ont été élus au Country Music Hall of Fame en 1985. Un Hall of Fame dédié au bluegrass a été créé en 1991: International Bluegrass Music Hall of Fame (en). Bill Monroe, Lester Flatt et Earl Scruggs été les premiers intronisés. Dans les listes ci dessous, l'année d'intronisation au Bluegrass Music Hall of Fame se trouve entre parenthèse.

### Artistes
- Mike Auldridge (en) (2019)
- Kenny Baker (musicien) (1999)
- Byron Berline
- Norman Blake (2022)
- Sam Bush (en) (2022)
- Vassar Clements (2018)
- Del Mc Coury (en) (2011)
- Dan Crary (en)
- J. D. Crowe (2003)
- Jerry Douglas (2024)
- Bill Emerson (en) (2019)
- Lester Flatt (1991)
- Béla Fleck (2020 avec New Grass Revival)
- Jimmy Gaudreau
- David Grisman (2023)
- John Hartford (2010)
- Sierra Hull (en)
- Bill Keith (2015)
- Kenny Kosek
- Alison Krauss & Union Station (2021)
- Doyle Lawson (en) (2012)
- Jimmy Martin (1995)
- Bill Monroe (1991)
- Alan Munde (en) (2024)
- Don_Reno (1992)
- Jim & Jesse (1993)
- Tony Rice (2013)
- Peter Rowan (en) (2022)
- Earl Scruggs (1991)
- Mike Seeger (en) (2018)
- Ricky Skaggs (2018)
- Ralph Stanley (1992)
- Billy Strings
- Chris Thile
- Tony Trischka (en)
- Molly Tuttle (en)
- Doc Watson (2000)
- Gillian Welch
- Clarence White (2016)
- Roland White (en) (2017)
- Mac Wiseman (1993)
- Eric Weissberg

### Groupes
- The Country Gentlemen (en) (1996)
- The Dillards (2009)
- Foggy Mountain Boys
- Nitty Gritty Dirt Band
- New Grass Revival (en) (2020)
- Old and in the Way
- The Kentucky Colonels (2019)
- The Osborne Brothers (1994)
- The Seldom Scene (2014)
- The Stanley Brothers (1992)

### Quelques musiciens français de Bluegrass notables
- Jean-Marie Redon
- Christian Seguret

## Au cinéma
- Alabama Monroe